# كونج لي
كونج لي (بالصينية: 宫磊) (15 أكتوبر 1965 في الصين - ) هو معلق رياضي ومدرب كرة قدم ولاعب كرة قدم صيني في مركز الوسط. شارك مع منتخب الصين تحت 20 سنة لكرة القدم. أما مع النوادي، فقد لعب مع نادي بكين سينوبو غوان ونادي جنوب الصين وToronto Lynx ‏ وإيه إس بيراي وDurham Storm ‏.

## وصلات خارجية
- كونج لي على موقع قاعدة بيانات كرة القدم.إي يو (الإنجليزية)